# Villanueva de la Reina
Villanueva de la Reina is een gemeente in de Spaanse provincie Jaén in de regio Andalusië met een oppervlakte van 209 km². In 2001 telde Villanueva de la Reina 3319 inwoners.